# Azara alpina
Azara alpina es una especie de arbusto perteneciente al género Azara, en la familia Salicaceae.

## Descripción
Esta especie es endémica de Chile en la Cordillera de los Andes, entre Chillán y Valdivia y Argentina en la provincia de Neuquén. Habita principalmente en laderas a pleno sol. Es un arbusto que alcanza hasta los 1,5 metros de altura. Tiene las hojas alternas de color verde y flores hermafroditas de color amarillo. El fruto es una baya de color rojo.

## Taxonomía
Azara alpina fue descrita por Poepp. & Endl. y publicado en Nova Genera ac Species Plantarum 2: 50, pl. 167, en el año 1838.
Etimología
Azara, fue nombrada en honor al científico español José Nicolás de Azara.
alpina, es un epíteto que se refiere a su hábitat de montaña.
Nombre común
- Castellano: lilén de cordillera, , corcolén, aromo.